# Чемпіонат Південної Америки з футболу 1923
Чемпіонат Південної Америки з футболу 1923 року — сьомий розіграш головного футбольного турніру серед національних збірних Південної Америки. Турнір відбувався в Монтевідео з 29 жовтня по 2 грудня 1923 року. Переможцем вчетверте стала збірна Уругваю, яка виграла всі три матчі на турнірі.

## Формат
Відбірковий турнір не проводився. Від участі у турнірі вдруге в історії відмовилась збірна Чилі, зменшивши кількість учасників знову до чотирьох. Четверо учасників, Аргентина, Бразилія, Парагвай і Уругвай, мали провести один з одним матч за круговою системою. Переможець групи ставав чемпіоном. Два очки присуджувались за перемогу, один за нічиєю і нуль за поразку. У разі рівності очок у двох лідируючих команд призначався додатковий матч.
Всі матчі були зіграні на стадіоні Парк Сентраль у Монтевідео.

## Підсумкова таблиця
| Збірна    | І | В | Н | П | ГЗ | ГП | Р  | О |
| --------- | - | - | - | - | -- | -- | -- | - |
| Уругвай   | 3 | 3 | 0 | 0 | 6  | 1  | +5 | 6 |
| Аргентина | 3 | 2 | 0 | 1 | 6  | 6  | 0  | 4 |
| Парагвай  | 3 | 1 | 0 | 2 | 4  | 6  | −2 | 2 |
| Бразилія  | 3 | 0 | 0 | 3 | 2  | 5  | −3 | 0 |

| 29 жовтня 1923 |

| Аргентина                        | 4–3 | Парагвай                        |
| -------------------------------- | --- | ------------------------------- |
| Саруппо 18' Агірре 58', 77', 86' |     | Рівас 10' Селада 49' Фретес 65' |

| Парк Сентраль, Монтевідео Арбітр: Анхель Міноль (Уругвай) |

| 4 листопада 1923 |

| Уругвай                 | 2–0 | Парагвай |
| ----------------------- | --- | -------- |
| Скароне 11' Петроне 87' |     |          |

| Парк Сентраль, Монтевідео Арбітр: Сервандо Перес (Аргентина) |

| 11 листопада 1923 |

| Бразилія | 0–1 | Парагвай     |
| -------- | --- | ------------ |
|          |     | І. Лопес 56' |

| Парк Сентраль, Монтевідео Арбітр: Сервандо Перес (Аргентина) |

| 18 листопада 1923 |

| Аргентина              | 2–1 | Бразилія |
| ---------------------- | --- | -------- |
| Онсарі 11' Саруппо 76' |     | Ніло 15' |

| Парк Сентраль, Монтевідео Арбітр: Мігель Барба (Парагвай) |

| 25 листопада 1923 |

| Уругвай             | 2–1 | Бразилія |
| ------------------- | --- | -------- |
| Петроне 56' Сеа 75' |     | Ніло 59' |

| Парк Сентраль, Монтевідео Арбітр: Сервандо Перес (Аргентина) |

| 2 грудня 1923 |

| Уругвай               | 2–0 | Аргентина |
| --------------------- | --- | --------- |
| Петроне 28' Сомма 88' |     |           |

| Парк Сентраль, Монтевідео Арбітр: Антоніо Карнейро де Сампос (Бразилія) |

## Чемпіон
| Чемпіон Південної Америки 1923 |
| ------------------------------ |
| Уругвай 4-й титул              |

## Найкращі бомбардири
3 голи
- Вісенте Агірре
- Педро Петроне

2 голи
- Блас Саруппо
- Ніло